# Yabiji
Yabiji (八重干瀬? miyako: /jaːpɨ̥ɕi/), även känd som Yaebiji, Yaebise, Yaebishi eller Yapiji, norr om Miyakoöarna, är den största gruppen av korallrev i Japan. Yabiji består av omkring 100 korallrev spridda över ett område som sträcker sig cirka 10 km från norr till söder och 6,5 km från öst till väst.

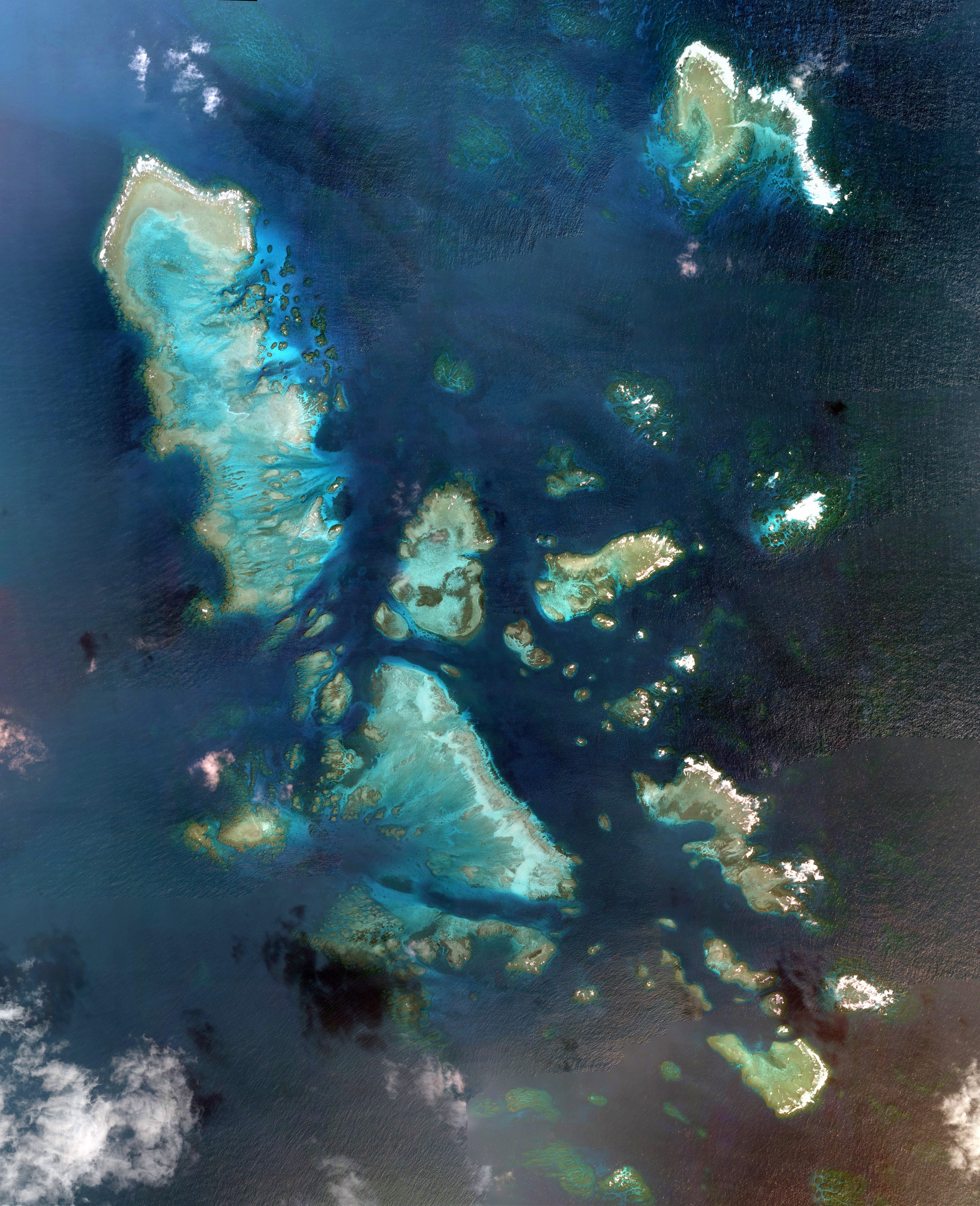
Flygfoto över Yabiji.

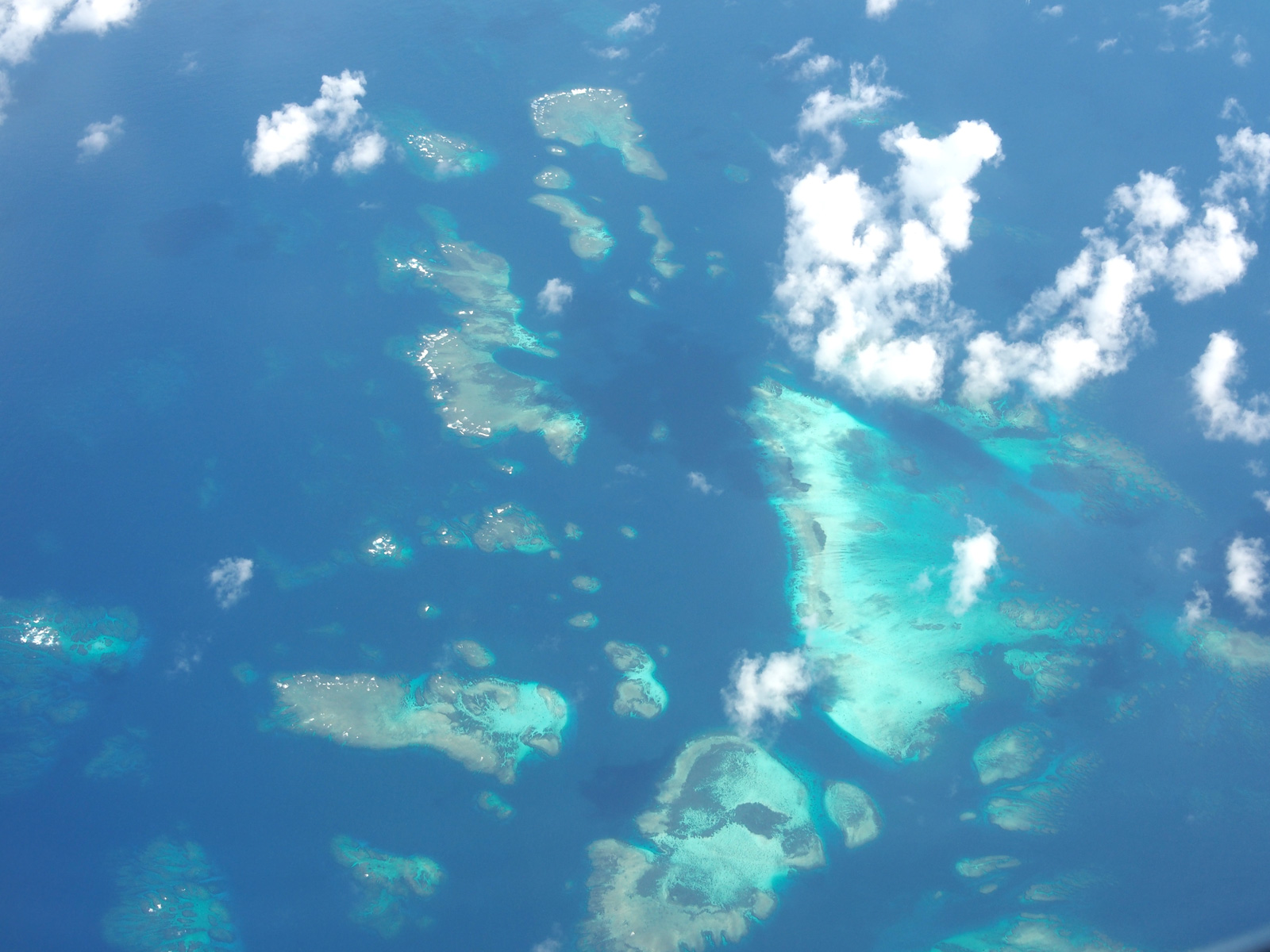
Yabiji sett från norr.

Yabiji är känd för att en del av reven blir synliga över vattenytan flera gånger om året. Detta beror på månens påverkan på havsvattnets nivå och inträffar vid lågt tidvatten. Som mest synliga är reven omkring början av april enligt den gregorianska kalendern, då tidvattnets ebb är som lägst i Yabiji.
Yabiji utsågs till en särskilt naturskön plats och ett naturmonument 2013.
På några historiska västerländska sjökort är reven noterade som Providence Reef. Detta efter att skeppet HMS Providence 1797 gick på grund och sjönk vid dessa rev.
Reven ligger i Östkinesiska havet.

## Geografi
Revområdet börjar cirka 6 km norr om ön Ikema, som är den nordligaste av Miyakoöarna, och sträcker sig minst 10 km i nordsydlig riktning och 6,5 kilometer i östsydlig riktning. Yabiji består av kluster (grupper) av små korallrev centrerade kring åtta större korallrev, vilka tillsammans bildar det som är känt som Yabijis huvudrev. Totalt består Yabiji av omkring 100 korallrev. Historiskt räknat har omkring 140 namngivna rev och andra objekt i området identifierats. De flesta av de större reven har namn efter mänskliga kroppsdelar, och det största av de åtta reven som bildar huvudrevet kallas Du, vilket betyder "torso" eller "kropp". Andra rev har namn efter djur eller lokala associationer.
Yabijis rev är av typen plattformsrev, en typ av korallrev som kan bildas där haven är grunda och som växer i alla riktningar. Yabijis topografiska struktur är geografiskt konsekvent med Miyakoöarnas geologiska struktur i stort, och det antas att Yabijis lägre lager har samma geologiska ursprung som Miyakoöarna. Yabijis korallrev är vanligtvis under havsytan, men en del av reven blir vid lågt tidvatten synliga över havsytan. Som mest synliga är reven under den tid på året när tidvattnets ebb är som lägst, vilken infaller omkring början av april enligt den gregorianska kalendern. Yabijis tillfälliga landyta under den lägsta ebben motsvar uppskattningsvis en tiondel av ön Miyako.

## Bildgalleri

Korallrev i Yabiji
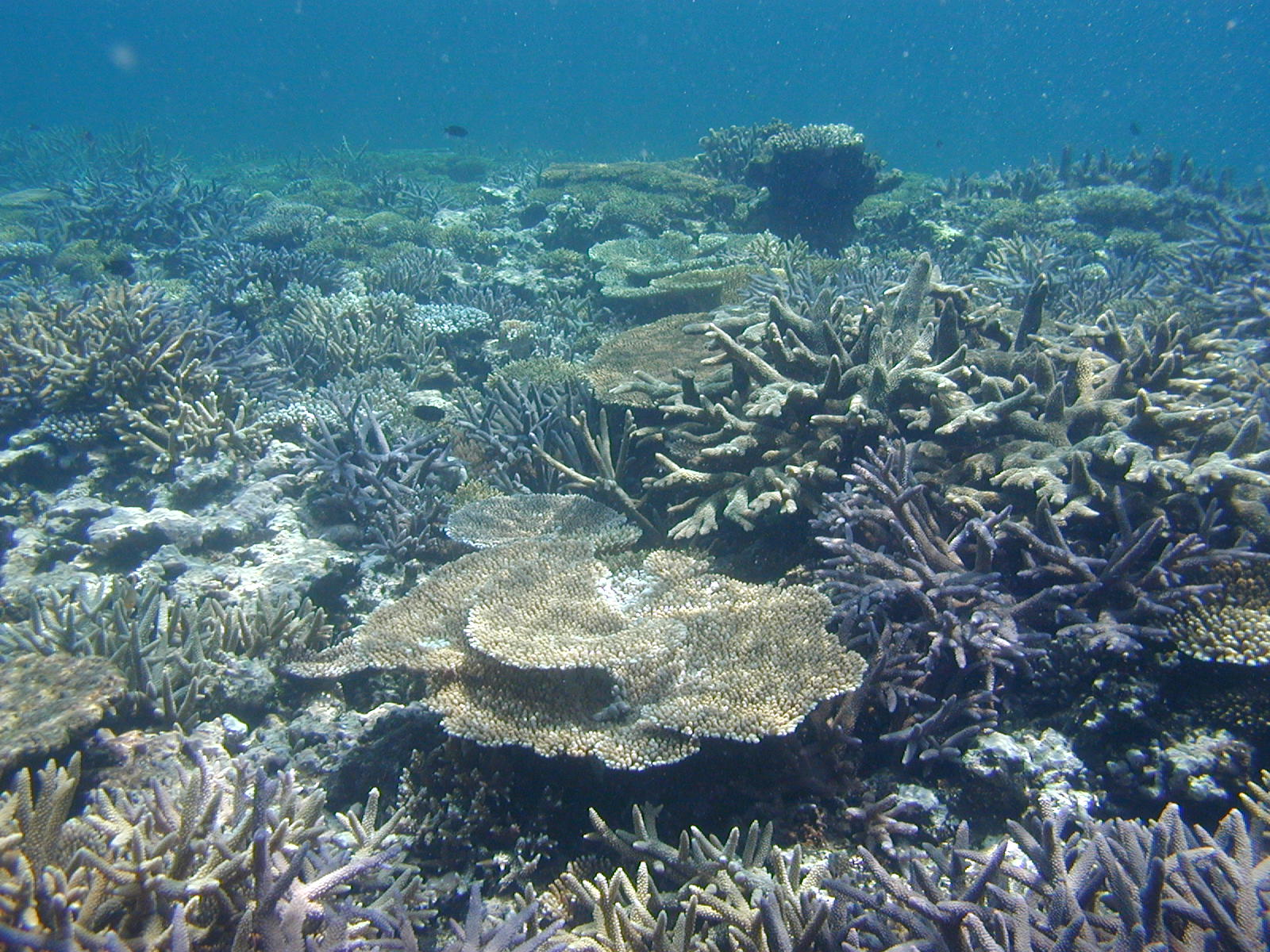
Korallrev
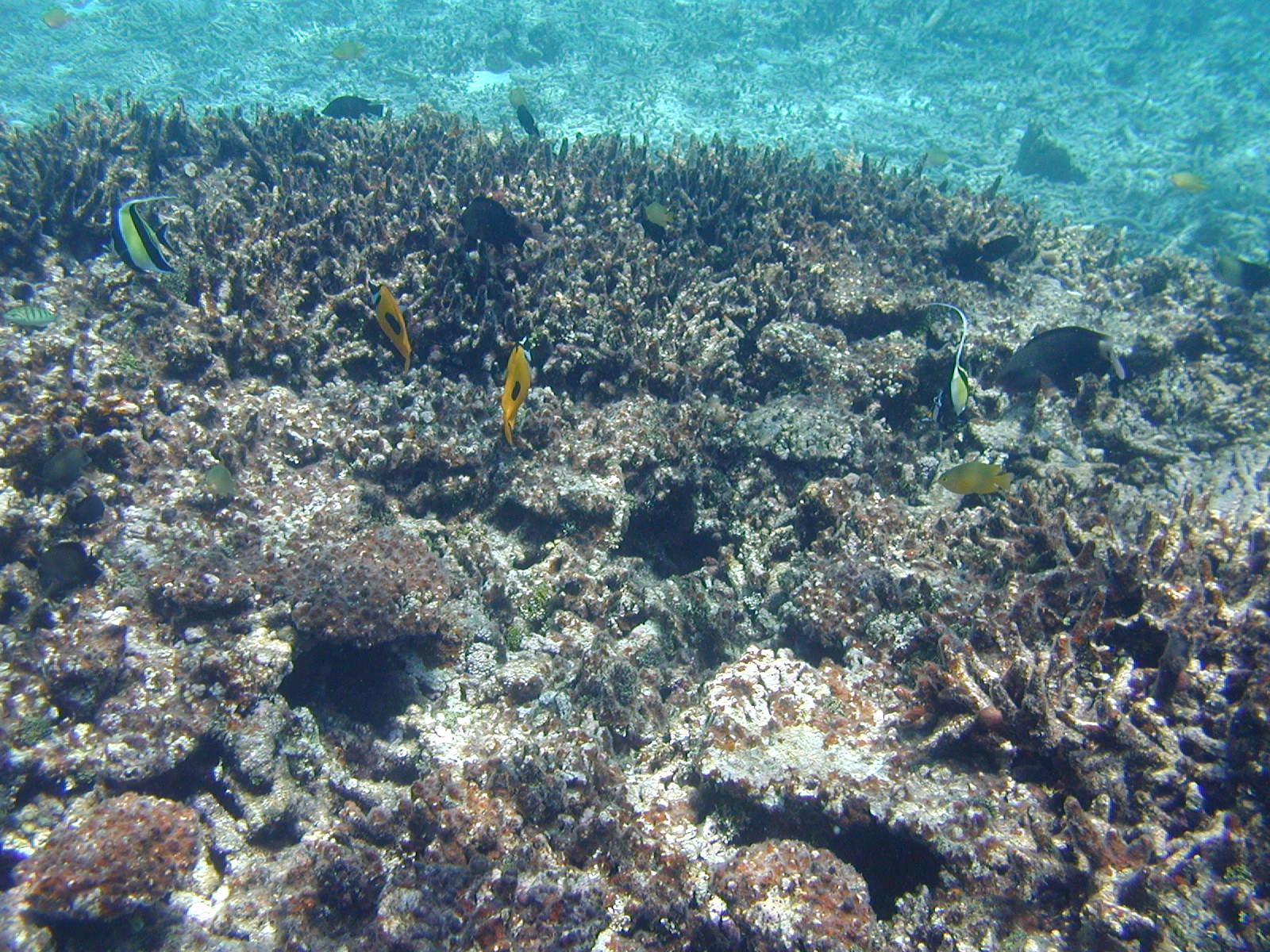
Korallrev
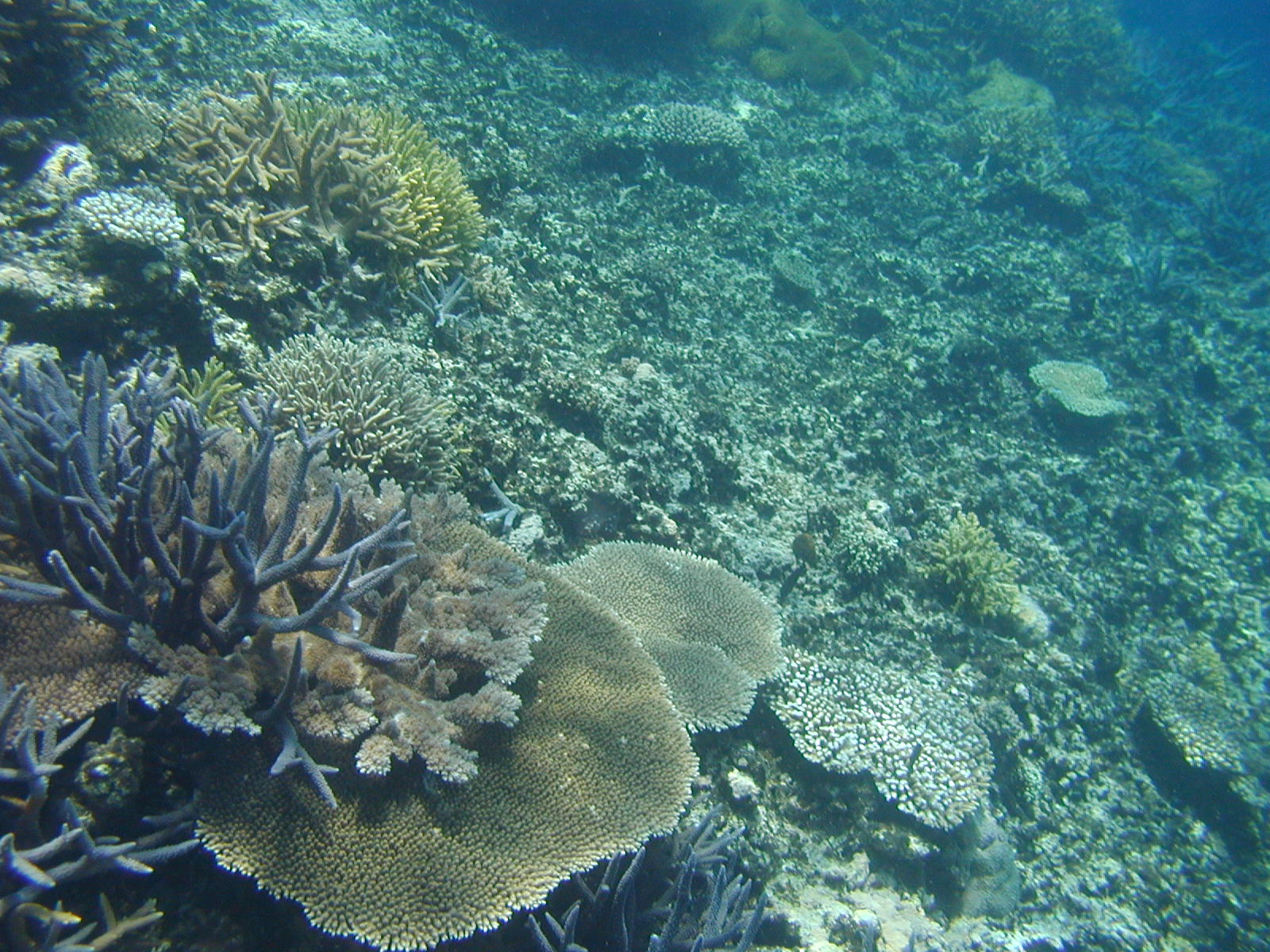
Korallrev
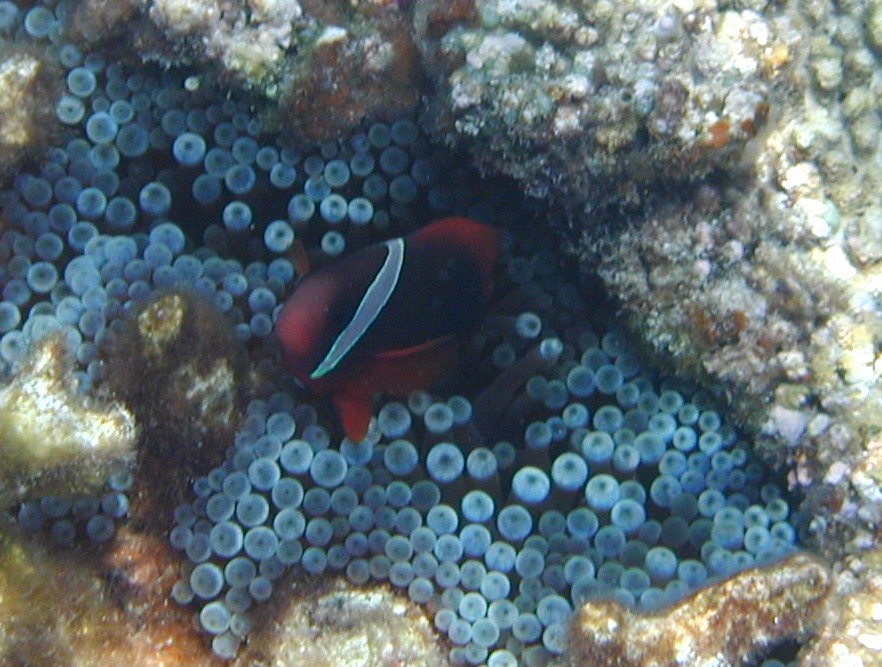
Clownfisk
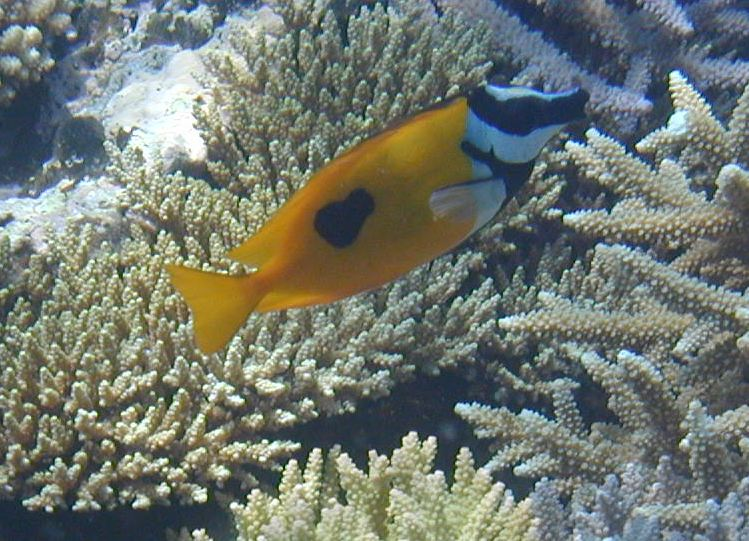
Kaninfisk (Siganus vulpinus)
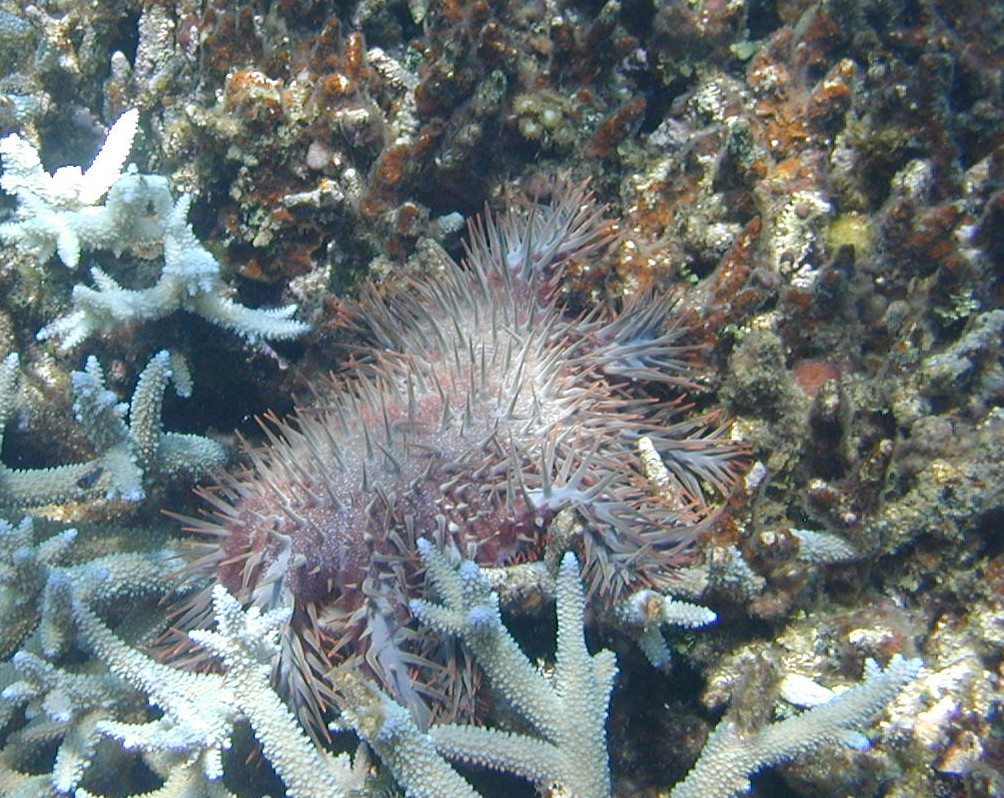
Törnekrona

## Historia
Fiske har bedrivits i Yabiji sedan minst 1350.
En karta (kuniezu) från 1697 känd som Genroku Kuni Eu (元禄国絵図?) visade Yabiji med stor precision och namn och angav dess sträckning som en och en halv ri från öst till väst och fem ri från norr till söder.
Den 16 maj 1797 gick det brittiska Royal Navy-skeppet HMS Providence under befäl av William Robert Broughton på grund vid ett korallrev i nordvästra Yabiji och sjönk. Efter detta började västerländska sjökort notera reven som Providence Reef.
Den 7 juni 1902 gick det japanska fartyget Shinonome som tillhörde den kejserliga japanska flottan på grund i Yabiji. Fartyget kom till slut loss med hjälp av andra fartyg, och kunde färdas vidare till Sasebo, dit det anlände den 5 augusti samma år.
År 1983 började Miyako färjerederier och färjerederiet Hayate anordna färjeturer till Yabiji i samband med en årlig tradition på Miyakoöarna som kallas sanitsu (betyder ungefär "gå ned till stranden") vilken sammanfaller med den tid då tidvattnets ebb är som lägst i Yabiji. Dessa färjeturer, som pågick till 2014, under flera dagar kring sanitsu, tog 150–500 turister per färja och totalt 2 000-3 000 turister om året till Yabiji. Turisterna tilläts landstiga och gå omkring på de tillfälligt synliga reven, vilket ledde till kritik om störningar och förstörelse av Yabijis ekosystem genom tramp på korallerna. Turisterna tilläts också delta i plockning av skaldjur. En del åtgärder, till exempel införanden av guider och riktlinjer för landstigningarna, vidtogs genom åren för att turismen skulle göra mindre skada på reven. Dessa färjeturer upphörde 2014. Att de storskaliga turistturerna upphörde hade samband med bygget av Irabu Ohashi-bron mellan ön Miyako och ön Irabu, då bägge rederierna i samband med brons tillkomst slutade med reguljär färjetrafik mellan Miyako och Irabu och då sålde färjorna.
I samband med ett framtagande av bättre topografiska kartor över området fastställde japanska myndigheter 1999 revområdets officiella namn till Yabiji.
I december 2001 utsågs Yabiji till en av Japans 500 viktigaste våtmarker.
År 2008 hittade en forskningsexpedition resterna av vraket av skeppet HMS Providence. Lokala fiskare på ön Ikema var genom muntliga berättelser medvetna om existensen av ett skeppsvrak i Yabiji redan tidigare, men det fanns endast en skriftlig lokal vittnesbörd som omtalade skeppsvraket.
För sitt speciella, sceniska landskap, med korallrev och kopplingar till Miyakoöarnas kultur och livsstil, utsågs Yabiji 2013 av japanska myndigheter till en särskilt naturskön plats (名勝 meishō - ungefär "berömd plats") och ett naturmonument (記念物 kinenbutsu). Detta blev 2014 utökat med korallrevet Fudeiwa (フデ岩) och dess omgivande vatten.
I april 2016 blev Yabijis utsedd till en våtmark av stor betydelse för biodiversitet av Japans miljödepartement.
Korallreven i Yabiji drabbades märkbart av den globala korallblekning som inträffade 1998. Även under 2000-talet har reven drabbats av större blekningar. Statusen för Yabijis korallrev var innan 2000-talet dåligt studerad. Ingen forskningsorganisation bedrev forsking om koraller i Miyako-arkipelagen, och inga marina skyddade områden fanns avsatta. 1998–2000 utfördes en undersökning för att kartlägga revens koralltäcke, och efter år 2000 började områdets koralltäcke studeras mer. Senare studier under 2000-talet har visat att mängden levande koraller på reven har minskat betydligt. Enligt en studie uppskattades minskningen till så mycket som upp till 70 % mellan 2008 och 2018 på grund av korallblekning. Åren 1957-1959 och på 1970- och 1980-talet förekom utbrott av törnekrona, men det finns väldigt lite data om utbrottens effekter på korallsamhället.

## Turism
Det finns privata aktörer som erbjuder turer med snorkling eller sportdykning till Yabiji. Från april till augusti, när reven är som mest synliga, är det också möjligt att boka båtturer till Yabiji med mindre båtar, för dem som vill beskåda reven. Skydd av korallreven har stärkts sedan 2010-talet och det är numera inte tillåtet för turister att landstiga på reven.